# Parotomys
Parotomys — рід родини мишеві.

## Види
- Parotomys brantsii (A. Smith, 1834)
- Parotomys littledalei (Thomas, 1918)

## Опис
Голова й тіло довжиною 14-17 см, хвіст від 8 до 12 см, вага від 90 до 150 гр. Їх хутро жовто-коричневого або червонувато-коричневого кольору зверху, низ білий або світло-коричневий. Статура кремезна, вуха дивно малі.

## Поширення
Живуть у південній Африці, їх ареал включає в себе південну Намібію, південну Ботсвану і західну ПАР. Їх місце існування — сухе, пустельне Карру. 

## Звички
Вони живуть у норах з багатьма входами, які риють в піску. У норах є гнізда з рослинного матеріалу. Їжа цих тварин складається з трав, насіння і стебел.